# Kaajärvi
Kaajärvi är en sjö i kommunen Kouvola i landskapet Kymmenedalen i Finland. Sjön ligger 77,2 meter över havet. Den är 15,38 meter djup. Arean är 98 hektar och strandlinjen är 4,04 kilometer lång. Sjön  ingår i Kymmene älvs huvudavrinningsområde.   Den ligger omkring 78 km norr om Kotka och omkring 140 km nordöst om Helsingfors. 